# Le Pélican frisé
Le Pélican Frisé est un groupe de ska français de la région parisienne. Fondé à Nanterre en 1992, Le Pélican Frisé a su se faire remarquer lors de ses nombreux concerts sur grandes scènes, cafés-concerts, bars, notamment en France (l’Européen, la Flèche d’Or, Le Fahrenheit...), en Suisse (Montreux Jazz Festival Off, Le Moods, le Abart, Le Chat Noir...), en Allemagne, en Italie (Mondiali Antirazzisti)... Il est apprécié aussi bien des publics rock, ska, punk...

## Historique
Le groupe est fondé en 1992, par Hugues alias Rahan au violoncelle, Piéro à la guitare, Maryline à la batterie, Christo au chant et Julien à la basse, mais la formation n'a rien de définitif. Le premier concert a lieu en 1994.
En 1995, Polo rejoint le groupe à la place d'alto et Arnauld remplace l'ancienne batteuse. Il sera remplacé à son tour par Isabelle. Celle-ci, est ensuite remplacée par Oliv', puis c'est enfin Sylvain, alias « Lapin », qui prend la relève à la batterie de manière permanente. Julien est remplacé par Mathias puis Dan à la basse, Marie est au violon. Séverine alias « Maf » les rejoint au clavier, puis Frantz remplace Marie au poste de violoniste.
En 2000, sort le 4 titres y'en a d'dans. En 2001, Maf quitte le groupe et est remplacée par Térence aux claviers, et Lionel remplace Dan à la basse.
C'est en 2002, qu'un élément fondateur, Piéro quitte le groupe. Il ne sera remplacé qu'en 2005, par JC à la guitare.
En 2004, le Pélican Frisé enregistre l'album studio Ska, Bières et Rock'n'roll.
En 2009 sort Asozial qui est sans doute l'album le plus abouti du groupe. Comme aux concerts, chaque morceau a sa propre originalité tout en affirmant la cohérence de l'ensemble.
En 2013, le Pélican Frisé sort un Vinyle 33t : LIVE 1992-2012.
En 2014, Julien revient à la contrebasse slappée.
Courant 2016, Matthieu rejoint la formation à la guitare, à la place de JC et fin 2016, la contre basse de Julien laisse progressivement la place à la basse de Damien.
Le groupe a partagé la scène avec des groupes tels que Tokyo Ska Paradise Orchestra, The Aggrolites, New York Ska-Jazz Ensemble, La Souris Déglinguée, Jah on Slide, Les Fils de Teuhpu, 8°6 Crew, Two Tone Club, Greenland Walefishers, Stylnox, Assoiffés, Skarface, Marcel et son orchestre, Los Tres Puntos, Accapulco Gold, Jabul Gorba, G-String, The Gerbs, Attentat Sonore, Les Betteraves, ASPO, La Ruda Salska, Guerilla Poubelle, Miss Hélium, Les Prouters, Skarapunk, Vorgium Glory, Rottweiler Rodeo, Lokomotive Blockschoij, Warum Joe, The Mercenaries, Massey Ferguson Memorial, Angelic Upstarts, Les Caméléons, Gutter Demons, X Syndicate, Splinter Radio!, Ghinza ...

## Style musical
Avec un ska très influencé par le rock'n'roll, le punk, le reggae, le jazz, ou encore les musiques d'Europe de l'Est, une section d'instruments à cordes (violoncelle, violon alto), une clarinette et une section rythmique (guitares, claviers, basse, batterie), le Pélican Frisé vole dans les plumes des codes du ska conventionnel à grand renfort d'archets endiablés, pour une musique tantôt agressive et énergique, tantôt suggestive par des couleurs et des mélodies riches et des morceaux instrumentaux, aux accents français, japonais, anglais, allemand, basque... épicés d'un humour grince-sans-rire.
Le groupe revendique des influences diverses, aussi bien le reggae de The Aggrolites que le rock bruitiste de The Ex. Un groupe un peu unique dans le monde du ska, et qui ne laisse jamais indifférent en concert.

## Signification du nom
Le groupe tire son nom d'un oiseau rare qui en est la mascotte, un palmipède, dont l'ère de répartition est disséminée des deltas du Danube et de la Volga, à l'Asie et la Chine, comme lui, il nourrit sa musique et parfois ses choix linguistiques, des influences de ces régions du globe et d'ailleurs.

## Discographie
- 1999 - Y'en a d'dans
- 2001 - En chair et en os
- 2005 - Ska, Bières et Rock'n'roll
- 2009 - Asozial
- 2013 - "LIVE 1992-2012" (Vinyle 33 t)

### Parutions sur Compilations
- 1997 - Stomping With The Froggs 2
- 2000 - Les Voyageurs Punkifient l'Hexagone
- 2005 - Fiesta Konstroy de radio FPP
- 2005 - CD sampleur hors série de « Rock Sound »
- 2007 - Mort aux Ludwig (hommage aux Ludwig von 88)

## Membres

### Membres actuels
- Polo : Chant, Violon Alto
- Rahan : Violoncelle, Guitare, Chant
- Damien : Basse
- Terence : Claviers, Clarinette
- Matthieu : Guitare
- Sylvain : Batterie

### Anciens membres
- Frantz
- Lionel
- Julien
- Piéro
- Arnauld
- Isabelle
- Oliv'
- Mathias
- Maf
- Maryline
- Dan
- Christo
- Marie
- Florent